# Río Tinip
El río Tinip es un río de Nueva Caledonia. Tiene un área de influencia de 12 kilómetros cuadrados.